# أم الأغر بنت ربيعة التغلبية
أمُّ الأغَرِّ بنتُ ربيعةَ التغلبية الوائلية شاعرة عربية جاهلية مِن قَبيلة تغلب، وهيَ أُخت كليب بن ربيعة والمهلهل بن ربيعة وعمة ليلى بنت المهلهل أم عمرو بن كلثوم.

## شِعرها
عندما سَبى أحد أمراء الفرس ليلى العفيفة قامَت قبيلة ربيعة بن نزار لنجدتها مع البراق بن روحان وكان معهم غرسان بن روحان أخ البراق بن روحان وقَد قُتل أثناء ذلك فأشعرت ترثيه وتحرِّضُ بني بكرٍ على الأخذ بثأره من الفرس: